# Machaerium brasiliense
Machaerium brasiliense är en ärtväxtart som beskrevs av Julius Rudolph Theodor Vogel. Machaerium brasiliense ingår i släktet Machaerium och familjen ärtväxter.

## Underarter
Arten delas in i följande underarter:
- M. b. brasiliense
- M. b. erianthum